# SHINE!! キラキラ☆プリキュアアラモード/レッツ・ラ・クッキン☆ショータイム
「SHINE!! キラキラ☆プリキュアアラモード/レッツ・ラ・クッキン☆ショータイム」（シャイン! キラキラプリキュアアラモード/レッツ・ラ・クッキンショータイム）は、駒形友梨/宮本佳那子のシングル。2017年3月1日にマーベラスから発売。

## 概要
テレビアニメ『キラキラ☆プリキュアアラモード』の主題歌を収録したスプリット・シングル。オープニングテーマの「SHINE!! キラキラ☆プリキュアアラモード」はシリーズ初参加で、第5回全日本アニソングランプリのファイナリストになった経験を持つ駒形友梨が、前期エンディングテーマの「レッツ・ラ・クッキン☆ショータイム」はこれまでも歌手としてシリーズに参加し、声優としても『ドキドキ!プリキュア』の剣崎真琴（キュアソード）役を演じた宮本佳那子が、それぞれ担当する。
前作同様DVD付属盤と通常盤の2種類が発売されており、DVD付属盤にはオープニングとエンディングのノンテロップムービーが収録されている。エンディング「レッツ・ラ・クッキン☆ショータイム」の振り付けは振付稼業air:manが担当している。また、初回限定封入特典として、DVD付属盤にはこれまでのデータカードダスに変わってキラキラ☆パティシールが、通常盤にはジャケットサイズ・ステッカーが同梱されている。CDジャケットには、いずれの盤にも5人のプリキュアと妖精のペコリンが描かれている。

## 収録曲

### CD
1. SHINE!! キラキラ☆プリキュアアラモード
歌：駒形友梨
作詞：大森祥子、作曲・編曲：大竹智之
歌った駒形は「普段話しているときと、アニメの歌を歌っているときに差があり、今回は特に「プリキュア」らしさを出して歌ったので、テンションも高くて、より普段の自分とのギャップが出たんじゃないかなと思う。私自身の色を出すのではなく、「キラキラ☆プリキュアアラモード」の魅力が少しでも多く伝わるように歌わせていただいた」と語っている[3]。
イントロがさらに追加された「ロングイントロバージョン」も存在し、TVシリーズでは第2話から第6話まで使用され、後に『キュアラモード☆アラカルト』に収録。
  - テレビアニメ『キラキラ☆プリキュアアラモード』オープニングテーマ
  - 前作『魔法つかいプリキュア!』最終回、朝日奈みらい（キュアミラクル）・十六夜リコ（リコ /キュアマジカル）・花海ことは（はーちゃん / キュアフェリーチェ）・モフルンが「キラキラパティスリー」に訪れた際、ロングイントロバージョンのインストルメンタルがBGMとして使用された。
2. レッツ・ラ・クッキン☆ショータイム
歌：宮本佳那子
作詞・作曲：藤本記子(Nostalgic Orchestra)、編曲：福富雅之(Nostalgic Orchestra)[4]
  - テレビアニメ『キラキラ☆プリキュアアラモード』前期エンディングテーマ
3. SHINE!! キラキラ☆プリキュアアラモード（カラオケ[注釈 1]）
4. レッツ・ラ・クッキン☆ショータイム（カラオケ[注釈 1]）

### DVD（CD+DVD盤のみ同梱）
1. オープニング「SHINE!! キラキラ☆プリキュアアラモード」ノンテロップ映像
2. エンディング「レッツ・ラ・クッキン☆ショータイム」ノンテロップ映像